# Mistrzowie strongman: Nowa Zelandia
Mistrzowie strongman: Nowa Zelandia (New Zealand's Strongest Man) – doroczne, indywidualne zawody siłaczy, organizowane w Nowej Zelandii.

## Mistrzowie
| Rok  | Mistrz          |
| ---- | --------------- |
| 1997 | Matt Rossiter   |
| 1998 | nieznany        |
| 1999 | Matt Rossiter   |
| 2000 | Nick McNamee    |
| 2001 | Levi Vaoga      |
| 2002 | Nick McNamee    |
| 2003 | Levi Vaoga      |
| 2004 | nieznany        |
| 2005 | nieznany        |
| 2006 | nieznany        |
| 2007 | Jono MacFarlane |
| 2008 | Nick Hansen     |
| 2009 | Nick Hansen     |